# Roy Stewart (Stummfilmschauspieler)

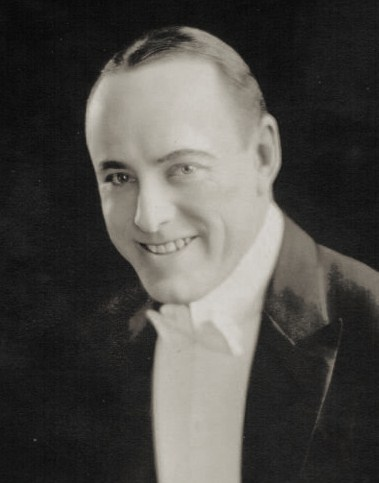
Roy Stewart, 1920

John Roy Stewart (* 17. Oktober 1883 in San Diego, Kalifornien; † 26. April 1933 in Los Angeles, Kalifornien) war ein US-amerikanischer Stummfilmschauspieler, Filmschauspieler und Drehbuchautor.

## Leben
Roy Stewart wurde 1883 in San Diego, im US-Bundesstaat Kalifornien geboren. Er war der Sohn von William Wallace Stewart (1830–1917) und Elisabeth Ellen „Nellie“ Ryan Stewart (1838–1917). Er hatte mindestens sieben Geschwister.
Zwischen 1915 und 1933 trat er in über 130 Filmen auf. Die meisten seiner Filme waren Stummfilm, auch wenn er auch in Tonfilmen auftrat. 1918 schrieb er das Drehbuch für Cactus Crandall.
Am 26. April 1933 starb er in seinem Haus in Westwood, Kalifornien, an einem Herzinfarkt. Er wurde 49 Jahre alt.

## Filmografie
- 1914: The Hoosier Schoolmaster
- 1915: The Solution to the Mystery
- 1915: The Silver Lining
- 1915: The Substitute Minister
- 1915: The Wasp
- 1915: The Exile of Bar-K Ranch
- 1915: The Diamond from the Sky
- 1915: The Hungry Actors
- 1915: From Italy’s Shores
- 1915: Just Nuts
- 1915: Willie Runs the Park
- 1916: The House Built Upon Sand
- 1916: Liberty
- 1916: The Bruiser
- 1916: The Craving
- 1916: The Smugglers of Santa Cruz
- 1916: The Thoroughbred
- 1916: The Other Side of the Door
- 1917: A Daughter of the Poor
- 1917: The Double Standard
- 1917: The Medicine Man
- 1917: The Boss of the Lazy Y
- 1917: Come Through
- 1917: The Devil Dodger
- 1917: One Shot Ross
- 1917: Follow the Girl
- 1917: The Learning of Jim Benton
- 1917: Bond of Fear
- 1918: The Red-Haired Cupid
- 1919: The Beauty Market
- 1919: The Westerners
- 1920: The U.P. Trail
- 1920: Riders of the Dawn
- 1920: The Devil to Pay
- 1920: Just a Wife
- 1920: The Sagebrusher
- 1920: The Money Changers
- 1921: Prisoners of Love
- 1921: The Mistress of Shenstone
- 1921: A Motion to Adjourn
- 1921: The Innocent Cheat
- 1921: The Heart of the North
- 1922: The Sagebrush Trail
- 1922: The Radio King
- 1922: The Snowshoe Trail
- 1922: Back to Yellow Jacket
- 1922: One Eighth Apache
- 1923: Burning Words
- 1923: Pure Grit
- 1923: Trimmed in Scarlet
- 1924: The Woman on the Jury
- 1924: Die Auswanderer. Farmerlos (Sundown)
- 1925: Time, the Comedian
- 1925: Where the Worst Begins
- 1926: Sperlinge Gottes (Sparrows)
- 1926: Daniel Boone Thru the Wilderness
- 1926: With Buffalo Bill on the U. P. Trail
- 1926: The Lady from Hell
- 1926: General Custer at the Little Big Horn
- 1927: One Woman to Another
- 1927: Roaring Fires
- 1928: Die Teufel der Nordsee (The Viking)
- 1928: Stormy Waters
- 1928: The Candy Kid
- 1929: The Great Divide
- 1930: Rough Romance
- 1930: Born Reckless
- 1930: Mord in Alaska
- 1930: U13 (Men Without Women)
- 1932: Come on Danger!
- 1932: Come On, Tarzan
- 1932: Exposed
- 1933: Fargo Express
- 1933: King Kong und die weiße Frau (King Kong)
- 1933: Revolte im Zoo